# Isla Lipps
La isla Lipps es una pequeña isla rocosa de la Antártida ubicada a 64°46′S 64°07′O / -64.767, -64.117 a 0,2 millas al oeste de la isla Litchfield, en la costa sudoeste de la isla Anvers, en el archipiélago Palmer de la península Antártica. 
Fue llamada así por el Consejo Asesor de los Estados Unidos sobre Nombres Antárticos (EE. UU-ACAN) en honor al Doctor Jere H. Lipps, el director del equipo que hizo los estudios del agua profunda de los foraminíferos y otros organismos a lo largo de la península Antártica, en los años 1971-1974, dentro de los Programas de Investigación Antártica de los Estados Unidos (USARP). La isla Lipps está situada en Puerto Arthur cerca de la Base Palmer de los Estados Unidos.

## Reclamaciones territoriales
Argentina incluye a la isla en el departamento Antártida Argentina dentro de la provincia de Tierra del Fuego, Antártida e Islas del Atlántico Sur; para Chile forma parte de la comuna Antártica de la provincia Antártica Chilena dentro de la Región de Magallanes y de la Antártica Chilena; y para el Reino Unido integra el Territorio Antártico Británico. Las tres reclamaciones están sujetas a los términos del Tratado Antártico.
Nomenclatura de los países reclamantes: 
- Argentina: ?
- Chile: ?
- Reino Unido: Lipps Island